# Vilho Väisälä
Vilho Väisälä, till 1906 Veisell, född 28 september 1889 i Kontiolax, död 12 augusti 1969 i Helsingfors, var en finländsk meteorolog och geofysiker. Han var bror till astronomen Yrjö Väisälä och matematikern Kalle Väisälä.
Väisälä blev filosofie doktor 1919. Han var 1919–1948 chef för aerologiska avdelningen vid Meteorologiska centralanstalten, 1926–1948 docent i meteorologi vid Helsingfors universitet och 1948–1958 extra ordinarie professor.
Som forskare var Väisälä huvudsakligen verksam inom den experimentella meteorologin; han konstruerade bland annat en radiosond, den så kallade Väisäläsonden, som fått stor användning även utomlands och är i bruk i över 100 länder. Han var till sin död verkställande direktör för Vaisala Oy, ett av honom grundat företag, som tillverkar aerologiska och andra mätinstrument samt mätsystem främst för exportmarknaden. Det inledde 1981 som första företag i Finland tillverkning av halvledarkretsar.

## Utmärkelser
- Asteroiden 2803 Vilho är uppkallad efter honom.[5]

- Kommendörstecknet av Finlands Vita Ros’ orden,  1946[4]
- Vinterkrigets minnesmedalj[4]
- Minnesmedalj för deltagande i 1941-1945 års krig[4]

[Redigera Wikidata]